# 1914年教宗選舉秘密會議
1914年教宗選舉秘密會議因教宗庇護十世在1914年8月20日離世後而召集舉行。會議從1914年8月31日開始，經過10輪投票後，在9月3日上午，會議舉行地西斯廷小堂的煙囪冒出白煙，表示樞機團已選出新教宗。當選者為意大利籍樞機賈科莫·德拉·基耶薩，並取名號為「本篤十五世」。

## 背景
1914年8月20日，庇護十世因心肌梗塞於羅馬宗座宮離世，終年79歲。庇護十世離世11天後，1914年教宗選舉秘密會議於1914年8月31日正式開始。
根據規定，樞機團團長Serafino Vannutelli樞機在自己不當選的前提下，將在選舉結束時詢問當選教宗是否接受選舉結果以及其教宗名號。如樞機團團長當選教宗，上述工作由樞機團副團長負責。

### 樞機選舉人
儘管當時共有65位樞機，但由於有8位樞機因種種原因而無法出席，故此能夠參與該次秘密會議的只有57位樞機。

### 候選人
原則上，参加選舉的樞機可以投票給任何已受洗的成年男性天主教徒（即樞機可以投票給非樞機者）。然而，自1378年以來選出的教宗都是樞機。
| 樞機選舉人分布 |                              |
| -------------- | ---------------------------- |
| 意大利         | 35                           |
| 歐洲其餘部分   | 25                           |
| 北美洲         | 4                            |
| 拉丁美洲       | 1                            |
| 非洲           | 0                            |
| 亞洲           | 0                            |
| 大洋洲         | 0                            |
| 出席選舉人     | 57                           |
| 缺席           | 8                            |
| 前任教宗       | 庇護十世（1903年至1914年）   |
| 新任教宗       | 本篤十五世（1914年至1922年） |

### 廢除否決權後第一次教宗選舉秘密會議
1904年1月20日，時任教宗庇護十世頒布命令正式廢除否決權，任何干預教宗選舉秘密會議的人會被即時自科絕罰，並在樞機於秘密會議開始前宣誓誓詞中加上「不會受任何人或政權干預其投票意向」的條文。否決權在大約17世紀時設立的目的是要讓數個信奉天主教的國家的君主（這些國家包括法國、西班牙、奧地利及神聖羅馬帝國）可以動用其否決權，令某樞機無法成為教宗。一旦有上述國家任何一位君主提出否決權，該樞機在任何情況下都無法成為教宗，而樞機團不可以推翻否決該樞機成為教宗的決定（1903年例外）。
廢除否決權前最後一次動用否決權為1903年教宗選舉秘密會議。當時由奧匈帝國的法蘭茲·約瑟夫一世經Jan Puzyna de Kosielsko樞機提出，禁止Mariano Rampolla樞機成為教宗。不過，樞機團團長拒絕就奧匈帝國的法蘭茲·約瑟夫一世所提出的否決權作出任何宣布。
樞機由本次秘密會議開始可以依照自己的意願選出教宗，而無須受其他人或政權干預。

## 日期
本次教宗選舉秘密會議在8月31日開始，於9月3日完結，為其中一次最長的教宗選舉秘密會議。

## 選情
8月31日下午，西斯廷小堂的煙囪冒出了此次選舉的第一次黑煙，這也說明了第一輪投票已經結束，而且最高票者未達總數之三分之二多一票（39票），第一輪投票失敗。9月1日上午，經過了第二輪及第三輪的投票，樞機團依然未達成共識，投票失敗。而於同日下午的第四輪及第五輪投票，依然沒有一位樞機達到票數門檻，投票失敗。9月2日上午，經過了第六輪及第七輪的投票，依然沒有一位樞機達到票數門檻，投票失敗。而於同日下午的第八輪及第九輪投票，依然沒有一位樞機達到票數門檻，投票失敗。9月3日上午，樞機團於第十輪投票中達成了共識，西斯汀小堂的煙囪冒出了白煙，投票成功並選出新教宗。
樞機團首席助祭兼總務樞機Francesco Salesio Della Volpe樞機隨後登上聖伯多祿大教堂中央陽台向聖伯多祿廣場的信眾以拉丁語宣布新教宗的姓名及名號。新教宗的姓名為57歲的賈科莫·德拉·基耶薩樞機（Cardinal Giacomo della Chiesa），並取名號為「本篤十五世」（Benedict XV）。
新教宗隨後登上聖伯多祿大教堂中央陽台給予信眾首個宗座祝福（Apostolic Blessing），即「全城與全球」（Urbi et Orbi，全城指教宗駐地羅馬）的降福。